# Steinberg Nuendo
Nuendo è un software professionale adibito alla registrazione e all'elaborazione musicale (Audio e MIDI) della software house Steinberg Media Technologies GmbH. È considerato il fratello maggiore di Cubase (altro famoso software di casa Steinberg).

## Caratteristiche
Come sequencer audio/MIDI Nuendo offre molte caratteristiche altamente professionali come la possibilità di registrare audio fino a 192 kHz e 24 bit, un processo di calcolo interno a 32 bit floating point, una completa integrazione in sistemi di rete LAN e WAN, funzioni di editing audio tra cui quantizza audio e time warp, processamento del segnale audio basato sui formati VST e DirectX in tempo reale e non distruttivo, completa integrazione con superfici di controllo esterne e con tutti i tipi di hardware audio. Nella versione 3.2 è inoltre stata introdotta la Control Room, un sistema di monitoraggio virtuale e digitale del segnale audio che permette un routing completo e versatile attraverso svariate uscite tutte indipendenti tra loro e modificabili, come studio send, talkback e control room.
Nella produzione di media questo programma offre inoltre altre caratteristiche professionali, come la possibilità di registrare, riprodurre ed esportare audio in formato Dolby Surround e Dolby Digital (fino a 10.2), un pacchetto di effetti audio in surround, traccia video con possibilità di editing limitato, funzioni di pull up/down e warp to picture, e la possibilità di esportare e importare numerosi formati di files, tra i quali AAF, OMF, Open TL e la possibilità di importare i Premiere Generic EDL files che lo rende molto compatibile con il software di montaggio video Adobe Premiere Pro: se teniamo conto del fatto che il processamento audio in Premiere Pro si basa sul formato VST, proprietario della Steinberg Media Technologies GmbH, possiamo notare come questi due software siano compatibili e complementari in una catena di produzione di media dall'inizio alla fine...
Tutto ciò rende Nuendo un software molto usato in post produzione per la compatibilità che presenta nell'elaborazione audio per video e filmati, e per la sincronizzazione di audio con video. Le potenzialità di tale software in questo senso e la qualità dei suoi decoder per salvare audio in formato AC3 e DTS (formati standard per Dolby Surround e musiche per film) hanno portato Nuendo a conquistare una fetta di mercato sempre più grande presso gli studi di registrazione professionali e commerciali high end.